# Astrobunus roeweri
Astrobunus roeweri is een hooiwagen uit de familie Sclerosomatidae. De wetenschappelijke naam van Astrobunus roeweri gaat terug op Hadzi.